# Theatron biblia
Theatron biblia (som logotyp Theatron/biblia) var ett svenskt bokförlag med skönlitterär utgivning 2002–2006.
Förlaget hade ambitionen att ge ut nyskriven kvalitetslitteratur och drevs år 2006 av en ej namngiven förläggare i Växjö.

## Utgivning
- Vasilis Papageorgiou, text, och Lo Snöfall, bild (2002). En hand klär sakta. ISBN 91-974327-0-9
- Kenneth Koch (2004). Nya tilltal: dikter. ISBN 91-975388-0-9 (översättning av Michael Economou och Vasilis Papageorgiou)
- Lars Elleström (2004). Om det är så. ISBN 91-975388-1-7
- Tobias Eng (2006). Granitsaga. ISBN 91-975388-4-1
- Joakim Granlund (2006). Återhämtning. ISBN 91-975388-2-5
- Mathias Olsson (2006). Stora tunga flingor. ISBN 91-975388-3-3